# Katepanat Italien

Italien um das Jahr 1000. Im Südosten der byzantinische Katepanat Italien

Der Katepanat Italien (griechisch κατεπανάτον Ἰταλίας) war eine Provinz des Byzantinischen Reichs in Italien, die sich südlich einer Linie vom Gargano zum Golf von Salerno befand. Auch Amalfi und Neapel, obwohl nördlich dieser Linie gelegen, unterstanden dem byzantinischen Katepan in Bari. Der Katepanat ist das Ergebnis der Reorganisation des Themas Longobardia durch Nikephoros II. und Johannes Tzimiskes und umfasste Apulien, die Salentinische Halbinsel und Teile der Basilikata. Durch die normannische Eroberung Süditaliens verlor Byzanz die Region wieder.

## Geschichte
870 eroberten die Byzantiner Bari zurück, das 840 von den Sarazenen besetzt worden war, und damit die Hauptstadt des Emirats von Bari. Sie errichteten das Thema Langobardia Minor, das durch einen strategos mit dem Sitz in Bari verwaltet wurde. Die Themen Kalabria und Sikelia bestanden daneben weiter, Kalabrien wurde mehrmals in Personalunion von Bari aus mitregiert. 969 erhielt der Stratege von Bari den Titel Katepan von Italien. Katepano (κατεπάνω) bedeutet auf Griechisch „Befehlshaber“.
1009 eroberten Aufständische unter dem langobardischen Adligen Meles von Bari und seinem Schwager Dattus die Stadt Bari, die am 11. Juni 1011 durch eine byzantinische Armee unter dem Befehl des Katepan Basileios Mesardonites zurückgewonnen werden konnte.
1016 warb Meles einige normannische Pilger, die auf der Fahrt zum Heiligtum des Erzengels Michael am Monte Gargano waren, für seine Sache. Sie unterstützten 1017 die langobardischen Städte Apuliens im Kampf gegen die Byzantiner. Von 1016 bis 1030 waren die Normannen ausschließlich Söldner, die einmal den Langobarden und ein anderes Mal den Byzantinern dienten.
1030 gab Herzog Sergius IV. von Neapel dem Anführer der normannischen Söldner Rainulf Drengot die Grafschaft Aversa zu Lehen und die Normannen begannen mit der systematischen Eroberung Süditaliens. 1030 trafen Wilhelm Eisenarm und Drogo von Hauteville die ältesten Söhne von Tankred von Hauteville, einem Adeligen aus Coutances in der Normandie, in Italien ein. Die beiden unternahmen vereinte Anstrengungen, Apulien zu erobern, und erreichten, dass das Byzantinische Reich bis 1040 den größten Teil der Provinz verloren geben musste. Als Bari am 16. April 1071 fiel, waren die Byzantiner endgültig aus dem Süden Italiens verdrängt. Sie kehrten nur kurz im Jahr 1156 zurück, um Bari erfolglos zu belagern. Der Titel catepanus blieb wie andere byzantinische Funktionstitel auf lokaler Ebene unter der normannischen Herrschaft weiter in Gebrauch.
Auf byzantinischer Seite waren auch Waräger an der letztlich vergeblichen Verteidigung Süditaliens beteiligt, von denen die sogenannten Italien-Runensteine im Gebiet des Katepanates Italien stammen.

## Byzantinische Katepane von Italien
| Zeit        | Katepan                    | Bemerkungen                                                                                        |
| ----------- | -------------------------- | -------------------------------------------------------------------------------------------------- |
| 969         | Eugenios                   | patricius                                                                                          |
| 970 – 975   | Michael Abidelas           | Patrikios                                                                                          |
| 975         | Michael                    | Anthypatos, Patrikios                                                                              |
| vor 982     | Romanos                    | Patrikios                                                                                          |
| 982 – 985   | Kalokyros Delphina         | Anthypatos, Patrikios                                                                              |
| 985 – 988   | Romanos                    | anthipatus, patricius, besti                                                                       |
| 988 – 998   | Johannes Ammiropulos       | anthipatus, patricius                                                                              |
| 998 – 1006  | Gregorios Tarchaneiotes    | Protospatharios                                                                                    |
| 1006 – 1008 | Alexios Xiphias            | gr. Αλέξιος Ξιφίας, Protospatharios.                                                               |
| 1008 – 1010 | Johannes Kurkuas           | gr. Ιωάννης Κουρκούας, Anthypatos.                                                                 |
| 1010 – 1016 | Basileios Mesardonites     | Protospatharios. Stellte die byzantinische Herrschaft in Bari wieder her.                          |
| 1017        | Tornikios Kontoleon        | Protospatharios. Verlor mehrere Schlachten gegen Meles von Bari.                                   |
| 1017 – 1028 | Basileios Boioannes        | gr. Βασίλειος Βοϊωάννης. Protospatharios. Besiegte die Normannen unter Meles bei Cannae.           |
| 1028 – 1029 | Christophoros Burgaris (?) | Protospatharios                                                                                    |
| 1029 – 1032 | Pothos Argyros             | Protospatharios                                                                                    |
| 1032 – 1033 | Michael                    | Protospatharios                                                                                    |
| 1033 – 1038 | Konstantinos Opos          | Patrikios                                                                                          |
| 1039 – 1040 | Nikephoros Dokeianos       | |
| 1040 – 1041 | Michael Dokeianos          | gr. Μιχαήλ Δουκειανός, Protospatharios                                                             |
| 1041        | [Exaugustus] Boioannes     | Gefangenschaft                                                                                     |
| 1042        | Georgios Maniakes          | gr. Γεώργιος Μανιάκης, Magistros, Gegenkaiser                                                      |
| 1042        | Pardos                     | Protospatharios, Patricius                                                                         |
| 1043        | Basileios Theodorokanos    | Magistros                                                                                          |
| 1045 – 1046 | Eustathios Palatinos       | Protospatharios                                                                                    |
| 1046        | Johannes Raphael           | Kommandant der Varägergarde                                                                        |
| 1051 – 1058 | Argyros                    | Magistros Bestes, Sohn des Meles von Bari; nicht als Katepan bezeichnet, sondern als δοὺξ ᾿Ιταλίας |
| 1060 – 1061 | Marules                    | |
| 1061 – 1062 | Sirianus                   | |
| 1063 – 1068 | Abulchares                 | gr. δοὺξ Ίαλίας, wahrscheinlich arabischer Herkunft                                                |
| 1068        | Perenos                    | δούξ von Durazzo, konnte nicht in Apulien landen                                                   |
| 1069 – 1070 | Avartutele                 | nur bei Amatus von Montecassino genannt                                                            |
| 1069, 1071  | Stephanos Pateranos        | Praetor, gerät beim Fall von Bari in normannische Gefangenschaft                                   |